# 홍순관
홍순관 (1961년 ~ )은 대한민국의 MBC 前 보도국 기자였으며, 前 여수문화방송 대표이사 사장을 역임했다. 

## 학력
- 우신고등학교 (서울)
- 서울대학교 불문학과 졸업

## 경력
- 1985.12.16 : MBC 보도국 수습기자 입사
- 1997.06.29 : 보도국 파리특파원
- 2003.04.24 : MBC 뉴스 24 앵커
- 2004.04.07 : 보도국 뉴스편집2부 앵커
- 2005.02.28 : 보도국 사회2부장
- 2008.02.28 : 보도국 사회3부장
- 2010.09.27 : 보도국 부국장
- 2011.02 MBC프로덕션 본부장
- 2012.12 MBC 광고국장
- 2013.05 MBC 심의국장
- 2018.02 여수MBC 대표이사 사장